# Superior (Arizona)
Superior – miasto w Stanach Zjednoczonych, w stanie Arizona, w hrabstwie Pinal.